# 梅加
梅加（Mega）是埃塞俄比亞南部奧羅米亞州博勒納地區的小鎮，座標4°1′N 38°15′E / 4.017°N 38.250°E，海拔1,740米。鎮內有電話、郵政服務、小學和中學，但是沒有金融機構。根據埃塞俄比亞中央統計局2005年人口普查的資料，梅加人口約9,370，其中男性4,766人，女性4,604人。